# Heike Tischler
Heike Tischler, née le 4 février 1964 à Saalfeld, est une athlète est-allemande, spécialiste de l'heptathlon.

## Carr
Aux championnats d'Europe de 1990 à Split, elle a remporté la médaille d'argent.
Sa fille Sophie Weißenberg est également une spécialiste de l'heptathlon, où elle émerge en 2019 en terminant 7e de l'Hypo-Meeting de Götzis avec 6 293 points.

## Palmarès

### Championnats d'Europe d'athlétisme
- 1990 à Split ( Yougoslavie)
  -  Médaille d'argent à l'heptathlon